# 索洛特維內
51°48′29″N 33°19′0″E / 51.80806°N 33.31667°E
索洛特維內（烏克蘭語：Солотвине）是位於烏克蘭東北部的村莊，由蘇梅州紹斯特卡區的紹斯特卡市鎮負責管轄。該村距離克利什基和扎博洛特內1公里，海拔高度135米，2001年人口110。